# خيسوس إغليسياس
خيسوس إغليسياس (بالإسبانية: Jesús Iglesias)‏ هو سائق سيارة سباق ومهندس أرجنتيني، ولد في 22 فبراير 1922 في بيريغامنيو في الأرجنتين، وتوفي بنفس المكان في 11 يوليو 2005.